# Ottnang am Hausruck
Ottnang am Hausruck ist eine Marktgemeinde im Bezirk Vöcklabruck im oberösterreichischen Hausruckviertel mit 4111 Einwohnern (Stand 1. Jänner 2025). Die Gemeinde liegt im Gerichtsbezirk Vöcklabruck.

## Geografie
Ottnang am Hausruck liegt auf 554 m Höhe im Hausruckviertel. Die Ausdehnung beträgt von Nord nach Süd 6,8 km, von West nach Ost 7,7 km. Die Gesamtfläche beträgt 30,3 km². 32,6 % der Fläche sind bewaldet, 57,6 % sind landwirtschaftlich genutzt.

### Geologie
Nach Ottnang ist eine regionale Zeitspanne im Tertiär benannt, das Ottnangium, auch als Ottnang-Stufe oder Ottnangien bezeichnet, gelegentlich verkürzt zu Ottnang. Das Ottnangium ist eine regionale chronostratigraphische Stufe des Miozäns (Neogen) im zentralen Paratethys-Bereich. Ausschlaggebend für die Namensgebung dieser geologische Stufe sind Gesteine, die in Ottnang und Umgebung auftreten und dort gut erforscht werden konnten.

### Gemeindegliederung
Das Gemeindegebiet umfasst folgende Ortschaften (in Klammern Einwohnerzahl Stand 1. Jänner 2025):
- Achleithen (26)
- Bärnthal (37)
- Bergern (235)
- Bruckmühl (346)
- Deisenham (24)
- Englfing (299)
- Gatterlacken (10)
- Grub (45)
- Grünbach (39)
- Hagleithen (72)
- Hausruckedt (187)
- Holzham (49)
- Holzleithen (143)
- Hub (15)
- Kronabitten (21)
- Kropfling (44)
- Laah (5)
- Manning (3)
- Mansing (21)
- Mitterarming (18)
- Niederpuchheim (55)
- Oberkienberg (21)
- Obermühlau (131)
- Ottnang (1098)
- Plötzenedt (30)
- Rackering (72)
- Redl (124)
- Roithing (17)
- Schachen bei Furtpoint (20)
- Schlag (161)
- Simmering (2)
- Stockedt (71)
- Thomasroith (477)
- Untermühlau (117)
- Vorderarming (2)
- Vornwald (14)
- Walding (34)
- Wassenbrunn (16)
- Wiesing (10)

### Nachbargemeinden
| Eberschwang (RI)          | Geboltskirchen (GR)                         |                      |
| Ampflwang im Hausruckwald | Kompassrose, die auf Nachbargemeinden zeigt | Wolfsegg am Hausruck |
| Zell am Pettenfirst       | Ungenach                                    | Manning              |

## Geschichte
Ursprünglich im Ostteil des Herzogtums Bayern liegend, gehörte Ottnang seit dem 12. Jahrhundert zum Herzogtum Österreich. Seit 1490 wird er dem Fürstentum Österreich ob der Enns zugerechnet. Auf dem Schloss Oberbergham in der Ortschaft Plötzenedt war vom 17. bis zum 19. Jahrhundert der österreichische Zweig des Adelsgeschlechts der Pflachern ansässig.
Während der Napoleonischen Kriege war Ottnang mehrfach besetzt.
Während der Februarkämpfe 1934 kam es in der Ortschaft Holzleithen zu bewaffneten Auseinandersetzungen.
Seit 1918 gehört die Gemeinde zum Bundesland Oberösterreich. Nach dem Anschluss Österreichs an das Deutsche Reich am 13. März 1938 gehörte die Gemeinde zum Gau Oberdonau. 1945 erfolgte die Wiederherstellung Oberösterreichs.
Die Gemeinde war bis Ende 2004 Teil des Gerichtsbezirks Schwanenstadt und wurde per 1. Jänner 2005 Teil des Gerichtsbezirks Vöcklabruck.

## Kultur und Sehenswürdigkeiten

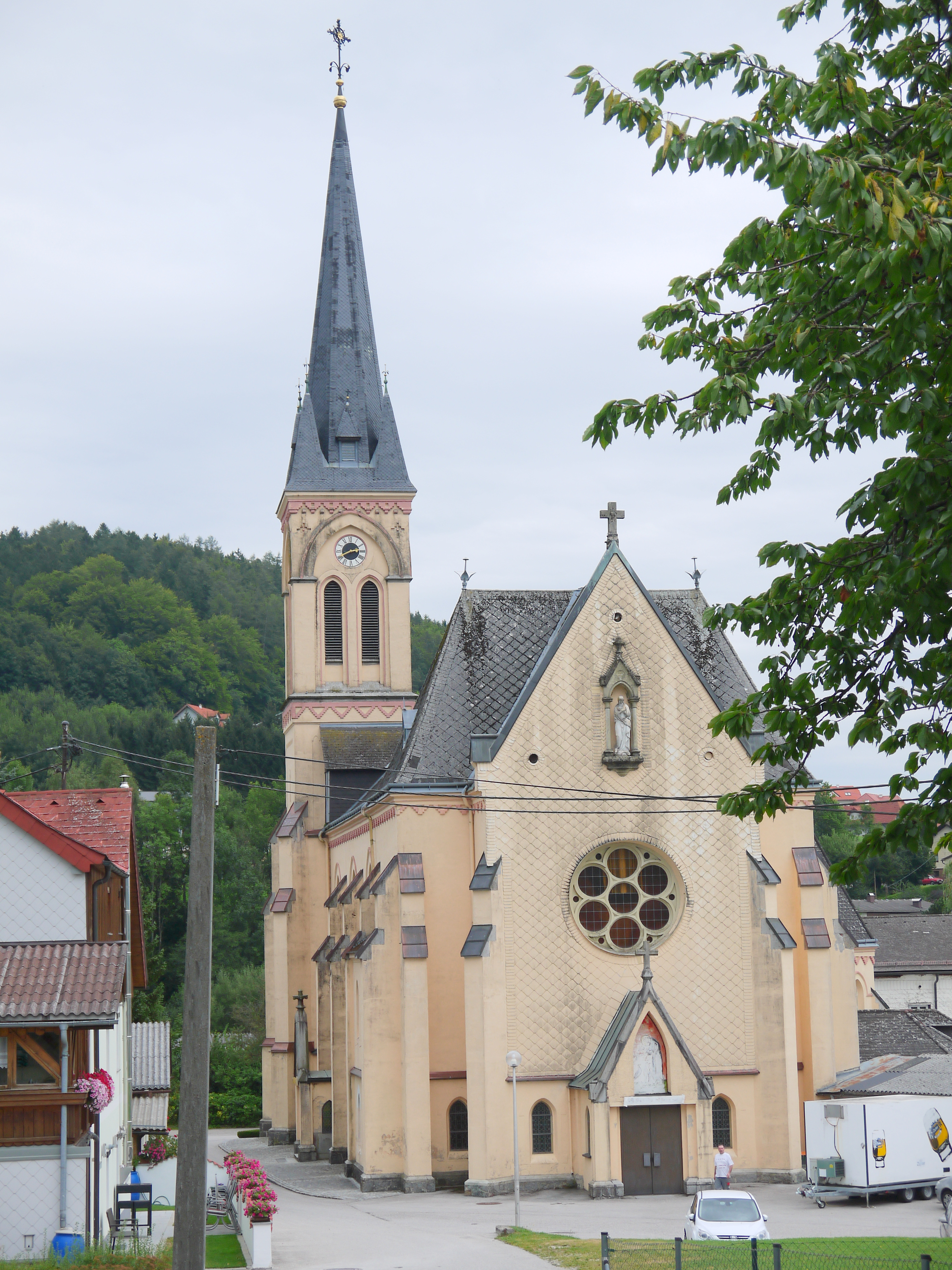
Pfarrkirche Bruckmühl

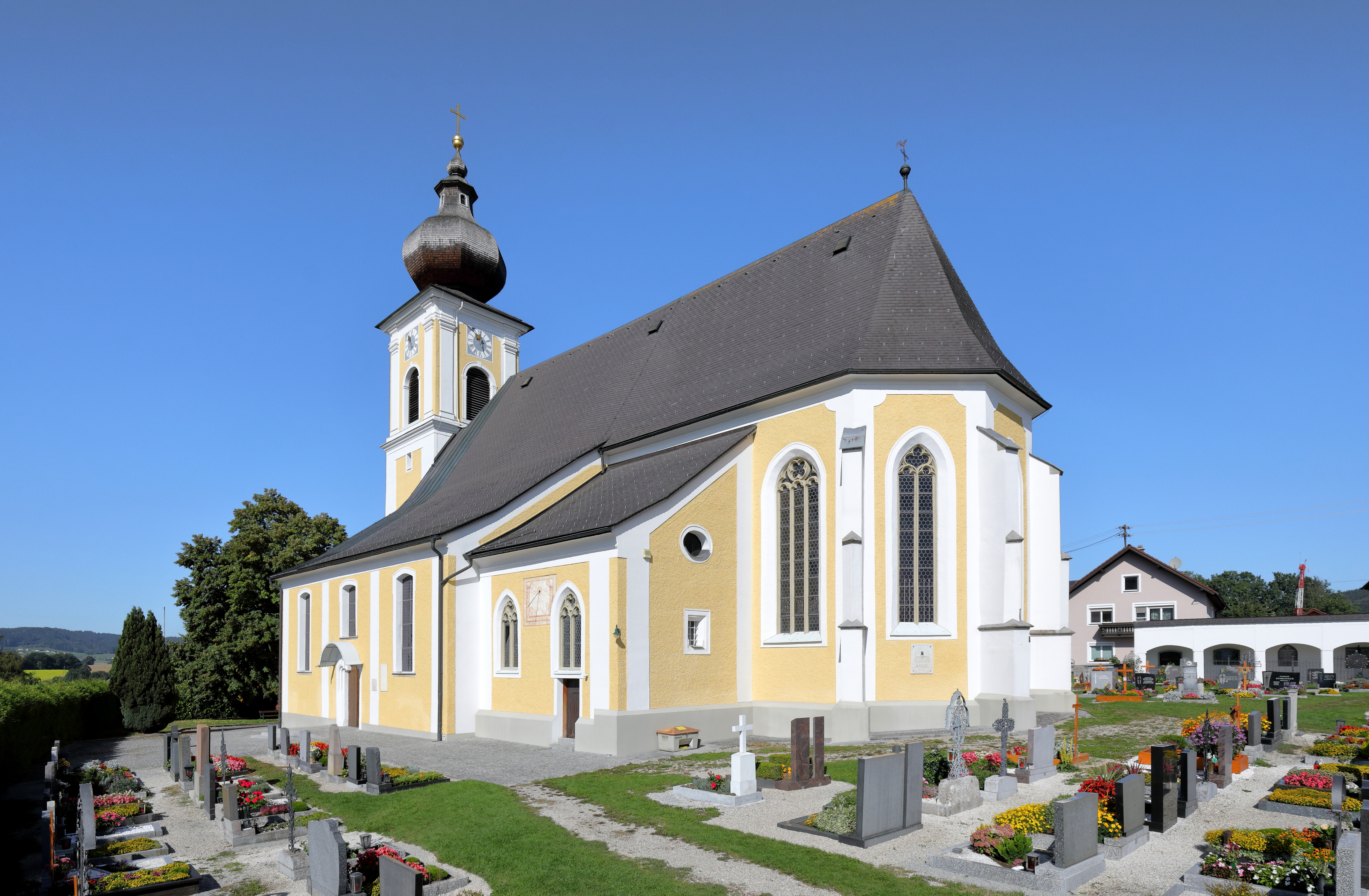
Pfarrkirche Ottnang

- Katholische Pfarrkirche Bruckmühl Heiliges Herz Jesu
- Katholische Pfarrkirche Ottnang am Hausruck Hl. Stephan: Die von einem Friedhof umgebene Kirche wurde ursprünglich im 13. Jahrhundert im gotischen Stil erbaut. Anfang des 18. Jahrhunderts wurde sie unter Carlo Antonio Carlone zur jetzigen dreischiffigen Form umgebaut und erweitert.
- Der Südfeldstollen in Thomasroith wurde als Schaustollen vom Bergknappenverein Thomasroith eingerichtet und erinnert an die rund 250 Jahre Braunkohle-Bergbau im Hausruckgebiet – u. a. auch in Thomasroith, wo einst die Bergdirektion stand.
- Das Haus von Thomas Bernhard in Ottnang; diese Liegenschaft mit den Hausnamen „Hanspaul“, auch „Quirchtenhaus“, wurde von Thomas Bernhard 1972 von der Familie Huemer erworben und neugestaltet. Der Museumsteil kann besichtigt werden.[2][3]

## Wirtschaft und Infrastruktur
Nach dem Zweiten Weltkrieg entwickelte sich aus der ehemaligen Zimmerei Weidinger das heute noch bestehende Unternehmen Holztreppen Weidinger. Anfang der 1970er Jahre machten sich einige Mitarbeiter dieses Unternehmens selbständig und gründeten „Hausjell, Purrer & Stockinger Holztreppenbau“.
Ein weiterer bedeutender Betrieb der Region ist Engl Glas im Ortsteil Redl.

### Verkehr
- Eisenbahn: Ottnang liegt an der Bahnlinie der nicht elektrifizierten Hausruckbahn von Ried im Innkreis nach Attnang-Puchheim mit einem Bahnhof (Ottnang-Wolfsegg) und zwei weiteren Haltestellen auf dem Gemeindegebiet in Bergern und Holzleithen.

## Politik
Der Gemeinderat hat 25 Mitglieder.
- Mit den Gemeinderats- und Bürgermeisterwahlen in Oberösterreich 2003 hatte der Gemeinderat folgende Verteilung: 13 SPÖ, 10 ÖVP, 1 FPÖ und 1 SONST.
- Mit den Gemeinderats- und Bürgermeisterwahlen in Oberösterreich 2009 hatte der Gemeinderat folgende Verteilung: 10 SPÖ, 10 ÖVP, 3 FPÖ, 1 BZÖ und 1 BLO.
- Mit den Gemeinderats- und Bürgermeisterwahlen in Oberösterreich 2015 hatte der Gemeinderat folgende Verteilung: 9 ÖVP, 8 SPÖ, 6 FPÖ und 2 GRÜNE.
- Mit den Gemeinderats- und Bürgermeisterwahlen in Oberösterreich 2021 hat der Gemeinderat folgende Verteilung: 9 ÖVP, 8 SPÖ, 5 FPÖ und 3 GRÜNE.[4]

### Bürgermeister
Bürgermeister seit 1850 waren:
- 1850–1855 Leopold Sickinger
- 1855–1861 Carl Watzinger
- 1861–1864 Lorenz Purrer
- 1864–1867 Michael Fellinger
- 1867–1870 Franz Voraberger
- 1870–1873 Peter Starlinger
- 1873–1876 Josef Baumgartner
- 1876–1879 Leopold Mair
- 1879–1882 Josef Grösslinger
- 1882–1885 Franz Mairinger
- 1885–1894 Josef Gröstlinger
- 1894–1900 Ignaz Voraberger
- 1900–1903 Josef Holl
- 1903–1906 Johann Imlinger
- 1906–1909 Ludwig Fellinger
- 1909–1912 Johann Imlinger
- 1912–1919 Johann Hiptmair
- 1919–1934 Michael Katzlberger
- 1934–1934 Karl Hittmayer
- 1934–1942 Josef Kapeller
- 1942–1945 Ignaz Starlinger
- 1945–1961 Konrad Fous
- 1961–1978 Josef Redlinger
- 1978–1979 Leopold Thaller
- 1979–1991 Johann Fellner
- 1991–2003 Friedrich Lidauer
- 2003–2015 Josef Senzenberger
- 2015–2021 Friedrich Neuhofer
- seit 2021 Peter Helml

### Wappen
Blasonierung: Zwischen grünen, gezähnten Flanken in Silber ein schwarzer, aufgerichteter Bär mit roter Zunge und roten Krallen, der in der linken Tatze eine schwarze, rot leuchtende Grubenlampe hält. Die Gemeindefarben sind Weiß-Grün.
Das Gemeindewappen wurde 1971 verliehen. Der Bär verweist auf die Ortschaft Bärnthal, die Grubenlampe auf den ehemaligen Braunkohleabbau in Thomasroith.

## Persönlichkeiten

### Söhne und Töchter der Gemeinde
- Johann Haas, genannt Schmidtofferl, 1817 Anführer einer Abspaltung der Sekte der Pöschlianer
- Gustav Ehart (1876–1968), Eisenbahner und sozialdemokratischer Abgeordneter zum OÖ. Landtag
- Josef Skrabal (1892–1934), Kämpfer im Österreichischen Bürgerkrieg 1934
- Ferdinand Fageth (1894–1976), Kämpfer im Österreichischen Bürgerkrieg 1934, sozialdemokratischer Abgeordneter zum OÖ. Landtag sowie zum Nationalrat
- Maria Enser (1900–1989), sozialdemokratische Abgeordnete zum Nationalrat
- Alois Kaltenbrunner (1901–1966), SPÖ-Abgeordneter zum OÖ.-Landtag
- Rudolf Smolik (1902–1943), KPÖ-Widerstandskämpfer aus Thomasroith
- Walther Koller (* 1. Juli 1920 in Ottnang am Hausruck; † 2. März 2014 in Faistenau) war praktischer Arzt, Ehrenbürger (1990) sowie Träger des Ehrenrings der Gemeinde Faistenau.
- Franz Hitzenberger (1921–2014), Begründer der Rot-Kreuz-Stelle Thomasroith, Träger des Goldenen Verdienstzeichens der Gemeinde Ottnang
- Wilhelm Remplbauer (1933–1992), sozialdemokratischer Abgeordneter zum Nationalrat
- Josef Bichl (* 1946), zweifacher Senioren-Weltmeister im Straßenradrennen und Zeitfahren (2021 in Sarajevo), Senioren-Weltmeister im Straßenradrennen (2022 in Trient)
- Josef Senzenberger (* 1954), Bürgermeister von Ottnang von 2003 bis 2015, Träger des Goldenen Verdienstzeichens der Republik Österreich, der Goldenen Ehrenmedaille der Gemeinde Ottnang sowie der Viktor-Adler-Plakette, Ehrenbürger der Gemeinde Boda (Ungarn/Pecs) seit 2004
- Barbara Prammer (1954–2014), sozialdemokratische Politikerin, 2006–2014 Präsidentin des Nationalrats
- Chris Müller (* 1973), Unternehmer und Künstler, Gründungsdirektor der Tabakfabrik Linz, Intendant Theater Hausruck
- Marianne Gesswagner (* 1977), Sängerin

### Personen mit Bezug zur Gemeinde
- Thomas Bernhard (1931–1989), gilt international als einer der bedeutendsten österreichischen und deutschsprachigen Autoren; er besaß in Ottnang das frühere Wohnhaus eines Braunkohlearbeiters und Imkers mit Wirtschaftsteil.
- Norbert Gugerbauer (* 1950), FPÖ Landesparteiobmann, FPÖ Klubobmann im Nationalrat, Internetpionier (JUSLINE), Honorarprofessor an der Johannes Kepler Universität Linz, Lehrbeauftragter an den Universitäten Wien (Institut für Recht der Wirtschaft) und St. Gallen (Schweiz); lebte von 2009 bis 2019 in Ottnang.